# Burg Ohrenbach
Die Burg Ohrenbach ist eine abgegangene mittelalterliche Turmhügelburg (Motte) südlich des Friedhofes im Garten des Hauses Nr. 23 in Ohrenbach im Landkreis Ansbach in Bayern.
Von der ehemaligen Mottenanlage sind noch Grabenreste erhalten. Im Osten und Süden des Burgareals ist der ca. 8 m breite Graben noch als flache Mulde sichtbar. Früher waren noch Reste eines Außenwalls erkennbar, außerdem ließ sich der Durchmesser des Turmhügels mit 16 m bestimmen.